# Giovanni Fonio
Giovanni Fonio (* 7. Mai 1998 in Novara) ist ein italienischer Tennisspieler.

## Karriere
Fonio spielte bis 2011 auf der ITF Junior Tour. Dort konnte er mit Rang 138 seine höchste Notierung in der Jugend-Rangliste erreichen.
Bei den Profis spielte Fonio ab 2017 regelmäßig Turniere auf der ITF Future Tour. In diesem Jahr gewann er im Doppel seinen ersten Future-Titel. In Brescia, dem ersten Turnier der ATP Challenger Tour, das er spielte, konnte er sich sofort qualifizieren und die zweite Runde erreichen. 2019 gewann er im Doppel seinen zweiten Titel. Im Einzel dauerte es bis 2020, nachdem er schon etliche Finals erreicht hatte, bis der erste Titel gewonnen wurde; im Doppel kam der dritte Titel hinzu. Jeweils war er Ende 2020 in den Top 600 der Weltrangliste notiert. 
Das Jahr 2021 nutzte Fonio im Einzel für zwei Titelgewinne auf der Future Tour, der größte Erfolg bei Challengers war der erste Einzug ins Halbfinale von Antalya. Ebenfalls in Antalya, aber eine Woche zuvor, gewann er mit Riccardo Bonadio seinen ersten Challenger-Titel im Doppel. 2022 verlief bis auf den vierten Future-Titel im Einzel ohne besondere Höhepunkte. Jeweils steht er auf seinem Karrierehoch in der Weltrangliste.

## Erfolge
| Legende (Anzahl der Siege) |
| Grand Slam                 |
| ATP Finals                 |
| ATP Tour Masters 1000      |
| ATP Tour 500               |
| ATP Tour 250               |
| ATP Challenger Tour (2)    |

### Doppel

#### Turniersiege
| Nr. | Datum            | Turnier   | Belag | Partner          | Finalgegner                         | Ergebnis          |
| --- | ---------------- | --------- | ----- | ---------------- | ----------------------------------- | ----------------- |
| 1.  | 5. Dezember 2021 | Antalya   | Sand  | Riccardo Bonadio | Hsu Yu-hsiou Tseng Chun-hsin        | 3:6, 6:2, [12:10] |
| 2.  | 12. August 2023  | Cordenons | Sand  | Francesco Forti  | Niki Kaliyanda Poonacha Adam Taylor | 5:7, 6:1, [10:7]  |